# Armand-Emmanuel de Richelieu
Armand-Emmanuel-Sophie-Septimanie de Vignerot du Plessis, duc de Richelieu (25 de setembre de 1766, París - 17 de maig de 1822, ídem) fou un oficial, diplomàtic i polític franco-rus.
Va ser el segon President del Consell de Ministres en títol de la història de França.

## Biografia

### Al servei de Lluís XVI
Fill de Louis-Antoine du Plessis, duc de Fronsac, i net del marescal de Richelieu, Armand-Emmanuel de Vignerot du Plessis va néixer el 1766 a París.
El 1785 entrà en el règim de Dragons de la Reina Maria Antonieta, i més endavant va esdevenir Primer Gentilhome de cambra del rei Lluís XVI.
Va rebre aleshores el títol de comte de Chinon, i va casar-se amb quinze anys amb Rosalie de Rochechouart Faudoas, una noia de dotze anys que tenia malformacions. Com que cap dels dos no era núbil, els van separar just després del casament. Ell voltà per França i per Suïssa amb el seu governador-preceptor, i ella, que ja era geperuda amb catorze anys, va témer que el seu marit, que havia estat diversos anys per l'estranger, s'horroritzés en veure-la així.
Quan era capità en el regiment dels hússars, es trobava a París, van tenir lloc les jornades del 5 i 6 d'octubre de 1789, i poc després emigrà a Rússia.

### Governador d'Odessa

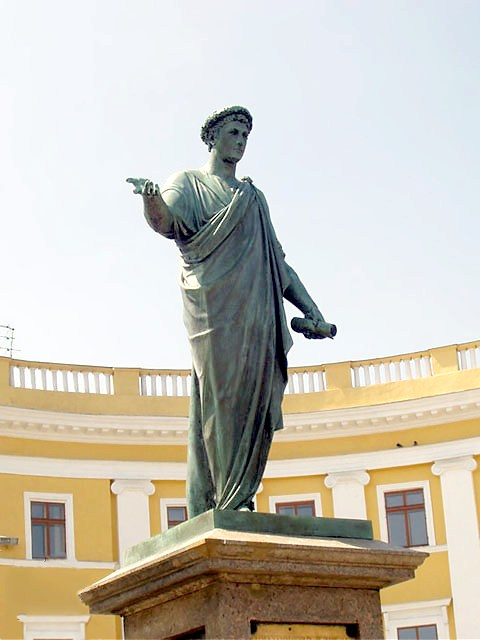
Estàtua del duc de Richelieu a Odessa, realitzada per Ivan Martos.

Per demanda de la reina, va abandonar París el 1790 per anar a Viena per tal de tenir relació amb l'emperador Josep II d'Àustria, germà de la monarca francesa, sobre els esdeveniments de la Revolució.
L'emperador, però, va morir abans que ell hi arribés, així que va haver de traslladar-se fins a Frankfurt per assistir a la coronació del nou emperador, Leopold II, a qui va seguir fins a Viena, i d'allà estant, va allistar-se a l'exèrcit rus juntament amb el príncep de Ligne i el comte de Langeron. Van arribar a temps al quarter general de l'exèrcit rus, amb base a Bender, a Bessaràbia, per participar en la presa d'Izmaïl. Richelieu fou condecorat per Caterina II amb l'Orde de Sant Jordi, amb una espasa d'or.
Un cop hagué tornat a París per servir Lluís XVI i fet missions diplomàtiques a Viena, va allistar-se a l'exèrcit dels emigrats, encapçalat per Condé.
Després de les derrotes amb aquest exèrcit, Caterina II va proposar-li d'allistar-se al seu propi exèrcit, ell hi acceptà i ràpidament esdevingué general del cos d'exèrcit, però va veure's forçat a dimitir a causa de les intrigues que havien fet córrer els seus rivals.
El 1803 el tsar Alexandre I, que va succeir Pau I, va nomenar-lo governador de la ciutat d'Odessa, i de Nova Rússia, regió que aleshores dominava tot el sud de Rússia i que calia colonitzar i poblar. Va ocupar aquell càrrec fins al 1814.
Se'l va reconèixer com l'artesà del desenvolupament de la ciutat d'Odessa, un petit poblet que va transformar en capital de la província, anteriorment conquerida als turcs. La "perla de la Mar Negra" encara conserva l'estàtua de Richelieu al port, i Richelieu hi continua essent un personatge popular entre la població autòctona, fins i tot ben entrat el segle xxi.
Entre el 1806 i el 1807 va dur a terme diverses expedicions al Caucas durant les guerres contra l'Imperi Otomà i participà en la conquesta de Circàssia i de Bessaràbia. El 1812, quan Rússia i França es declararen la guerra, Richelieu va estar a punt de dirigir-se a Volínia, on hi havia les bases de les tropes per tal d'unir-se a l'exèrcit rus. Però en aquell moment la pesta va colpejar fortament Odessa. En lloc d'abandonar la ciutat per agafar el comandament militar on va ser ordenat pel tsar, va quedar-se a la ciutat per ajudar la població a lluitar contra aquella plaga que l'estava delmant. Al cap de dos anys, el governador va aconseguir, mitjançant les mesures que va prendre, erradica la pesta totalment. Mentrestant, l'exèrcit rus, aliat amb Prússia i Àustria, feia retrocedir els exèrcits de Napoleó i va entrar a França. Llavors decidí unir-se a les tropes russes i tornar a França, i fou així com deixà Rússia, la terra que l'havia acollit durant quinze anys.
Entre el 1808 i el 1811 va fer construir la primera vil·la europea amb un jardí exòtic a Hurzuf, lloc que s'havia estimat des de sempre.

### Els ministeris de Richelieu

#### La Restauració
Quan arribà el 1814, Lluís XVIII havia pujat al tron de França. El rei acollí Richelieu i va atorgar-li els seus antics càrrecs, fou nomenat pair de França i Primer Gentilhome de la Cambra.
Quan Napoleó Bonaparte tornà de l'illa d'Elba, Richelieu acompanyà Lluís XVIII pel camí de Gand fins a Lilla, després va trobar-se amb el tsar Alexandre en el Congrés de Viena per tal de defensar la causa del rei mitjançant els prínceps estrangers. Amic personal del tsar, hi exercí una gran influència al si del Consell dels Aliats.
Després de la batalla de Waterloo, tornà al servei del rei. Tot i que els seus béns van ser confiscats durant la Revolució, no sentia cap ressentiment envers els règims precedents, contràriament a una gran majoria d'emigrats, però tot i així rebutjà d'entrar al cabinet de Talleyrand, argumentant que com s'havia allunyat del territori francès durant força temps, no tenia els coneixements necessaris per assumir responsabiltiats tan altes.

#### El nomenament
Després de la dimissió de Talleyrand, Richelieu acceptà al final, per la insistència del rei i sobretot per la del tsar, convertir-se en cap de govern, tot i que reconegué ell mateix que no coneixia cap home del govern. El 24 de setembre de 1815, durant la Segona Restauració, fou nomenat President del Consell i Ministre d'Afers Estrangers.
Des d'aleshores la Carta Russa reemplaçà l'aliança anglesa que Talleyrand simbolitzava. Richelieu tenia l'avantatge d'una reputació d'integritat que deixava en evidència el seu predecessor, al capdavall, no havia aixecat mai armes contra el país.
La missió immediata que incumbeix aquest president sense experiència és del tot incòmoda. El trauma deixat pel Govern dels cent dies incita els monàrquics a la intransigència, i fins i tot a la violència, mentre que el personal polític format durant els darrers vint-i-cinc anys està forçat a desaparèixer. En aquest clima, doncs, l'estabilització interior, com el redreçament diplomàtic de França, se li mostra com una tasca ben delicada.
El seu primer ministeri (en el sentit de govern) marca un gir a la dreta en comparació al precedent. Amb l'excepció del genovès Corvetto en les finances, està compost exclusivament per víctimes de l'arbitrari revolucionari o imperial, com du Bouchage en la Marina, Vaublanc a Interior i Barbé-Marbois a Justícia, o per fidels del Govern dels cent dies, com Clarke a Guerra i Élie Decazes a Policia.